# Brighton (ort i Kanada)
Brighton är en ort i Kanada.   Den ligger i provinsen Newfoundland och Labrador, i den östra delen av landet, 1 600 km öster om huvudstaden Ottawa. Brighton ligger 16 meter över havet och antalet invånare är 203.
Terrängen runt Brighton är platt. Havet är nära Brighton österut. Trakten är glest befolkad. Närmaste större samhälle är Triton, 3,9 km söder om Brighton. 